# (2811) Střemchoví
(2811) Střemchoví – planetoida z pasa głównego asteroid okrążająca Słońce w ciągu 4 lat i 311 dni w średniej odległości 2,86 j.a. Została odkryta 10 maja 1980 roku w Obserwatorium Kleť w pobliżu Czeskich Budziejowic przez Antonína Mrkosa. Nazwa planetoidy pochodzi od Střemchoví, wioski na Morawach, miejsca urodzin odrywcy. Przed nadaniem nazwy planetoida nosiła oznaczenie tymczasowe (2811) 1980 JA.